# Nemotelus dimidiatus
Nemotelus dimidiatus är en tvåvingeart som beskrevs av Lindner 1935. Nemotelus dimidiatus ingår i släktet Nemotelus och familjen vapenflugor. Inga underarter finns listade i Catalogue of Life.